# Elbeyli
Elbeyli là một huyện thuộc tỉnh Kilis, Thổ Nhĩ Kỳ. Huyện có diện tích 205 km² và dân số thời điểm năm 2007 là 6714 người, mật độ 33 người/km².